# Delitto carnale
Delitto carnale è un film giallo erotico del 1982 diretto da Cesare Canevari.

## Trama
Enrico Dominici, proprietario d'un albergo sulla riviera adriatica, muore in circostanze misteriose, un incidente automobilistico forse dovuto a malore. Le nipoti, accompagnate da vari amici, giungono da ogni parte per il funerale, ma soprattutto per la lettura del testamento. Durante la permanenza in albergo, la notte precedente il funerale, vengono uccise Lea ed Elena. El fotografo Max, che ha una relazione sessuale con l'ereditiera Luisa, sospetta ora che Luisa sia responsabile degli omicidi. Max e il suo migliore amico uccidono Luisa insieme dopo aver fatto sesso, pensando che gli omicidi finiranno. Ciò significa che tutte le figlie e le ereditiere sono state uccise.  Dopo varie vicissitudini, un colpo di scena rivela che l'omicida è Billy, compagno di Martine, figlia del defunto nata da una relazione extra-coniugale ignota a tutti; anche Enrico era stato ucciso da Billy, che sperava così di sposare Martine ed ereditarne l'ingente patrimonio. Alla fine, Max e il suo amico trovano in un albergo il corpo dell'ultima nipote: Martine. Nessuno può più ereditare.  